# 알도 파브리지

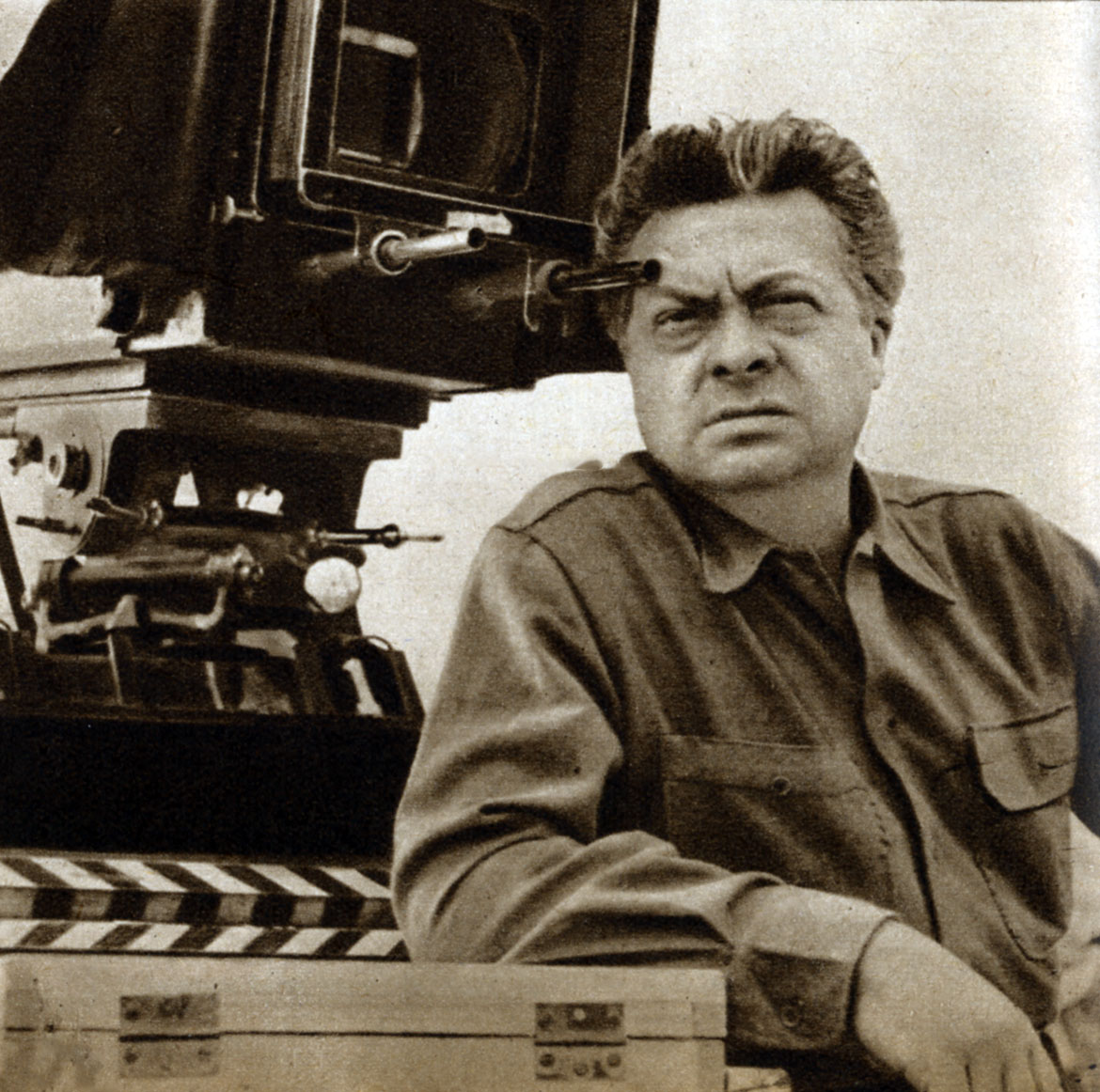

알도 파브리지(Aldo Fabrizi, 1905년 11월 1일 ~ 1990년 4월 2일)는 이탈리아의 영화 감독, 희극 배우, 각본가, 연극 배우, 영화배우, 배우이다.
로마에서 태어났으며 로마에서 사망하였다.

## 영화
- 알라딘의 마술 램프 (1961년)
- Donatella (1956년)
- 파리는 언제나 파리 (1951년)
- 로마-파리-로마 (1951년)
- 프란체스코, 신의 어릿광대 (1950년)
- 톰볼로, 검은 낙원 (1947년)
- 투 리브 인 피스 (1947년)
- 무방비 도시 (1945년)